# Фриз, Фредди
Фредерик Ли Фриз, более известный как Фредди Фриз (англ. Frederick Lee Frith; 30 мая 1909 — 24 мая 1988, Гримсби, Линкольншир, Англия) — британский мотогонщик, первый чемпион мира в классе 350cc MotoGP (1949 года), пятикратный победитель гонки Isle of Man TT.

## Биография
Будучи сыном каменщика, Фредди имел страсть к мотоциклам. В межвоенный период он достиг определённых успехов в гонках у себя на Родине. В 1935 году он выиграл гонку юниоров (в классе 350cc) на Isle of Man TT. А в следующем году он повторил это достижение, а его средняя скорость прохождения круга стала рекордом соревнований, впервые превысив отметку в 80 м/час. В 1937 году он выиграл гонку ветеранов, показав на своем мотоцикле Norton среднее время прохождения круга 90,27 м/час.
В годы Второй мировой войны Фредди, вместе с другими гонщиками команд BSA, Ariel и Matchless, работал в учебном центре британской армии в Кесвике. Его работа заключалась в обучении офицеров езды на мотоциклах Norton 500 по пересеченной местности. Там он дослужился до звания сержант.
В послевоенное время Фриз принял участие в первом чемпионате мира по шоссейно-кольцевым мотогонкам MotoGP 1949 года. На британском мотоцикле Velocette он выиграл 5 из 5 гонок класса 350cc, став первым чемпионом мира. После сезона завершил свои выступления в соревнованиях.
В 1950 году Фредди Фриз был награждён орденом Британской империи, став первым человеком, который удостоился этой награды за достижения в мотоспорте. Рядом с ним на награждении был Джефф Дюк, который также был награждён орденом.
После завершения карьеры Фредди открыл собственный бизнес по продаже мотоциклов.